# ئی‌ام‌دی دی‌دی‌ام۴۵
ئی‌ام‌دی دی‌دی‌ام۴۵ (انگلیسی: EMD DDM45) یک لوکوموتیو دیزلی ساخت شرکت الکترو-موتیو دیویژن بوده است.
این لوکوموتیو که مابین سال‌های ۱۹۷۰ تا ۱۹۷۶ تولید می‌شده دارای ۲۰ سیلندر، ۳۶۰۰ اسب بخار توان خروجی و ۸۴/۹ کیلومتر در ساعت سرعت نهایی بوده است.

## نگارخانه

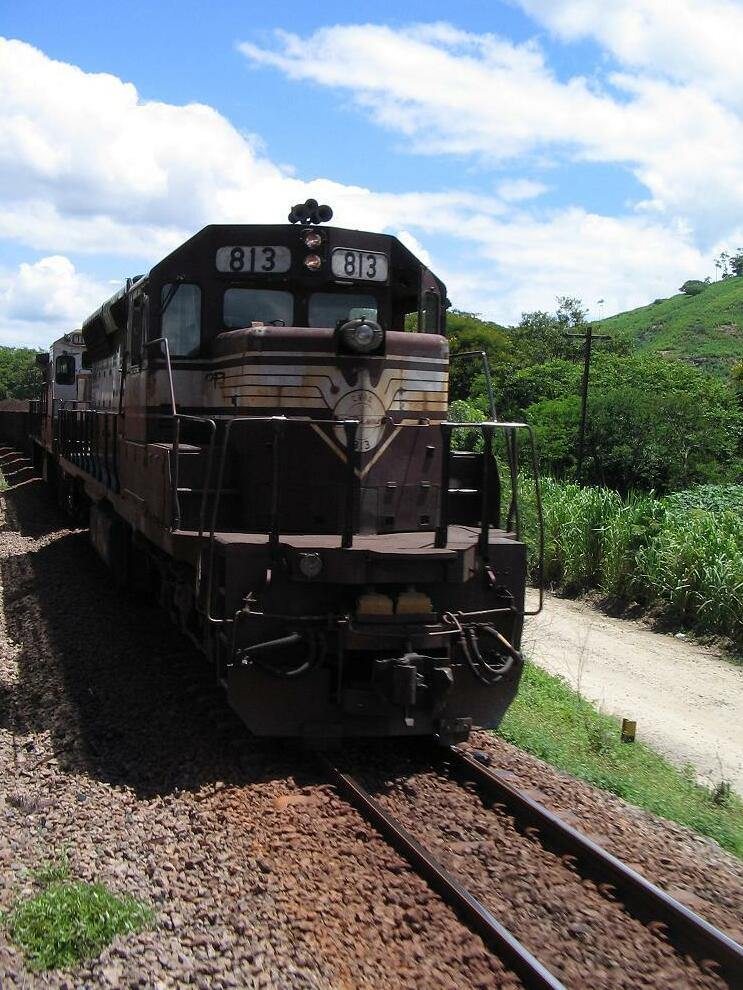
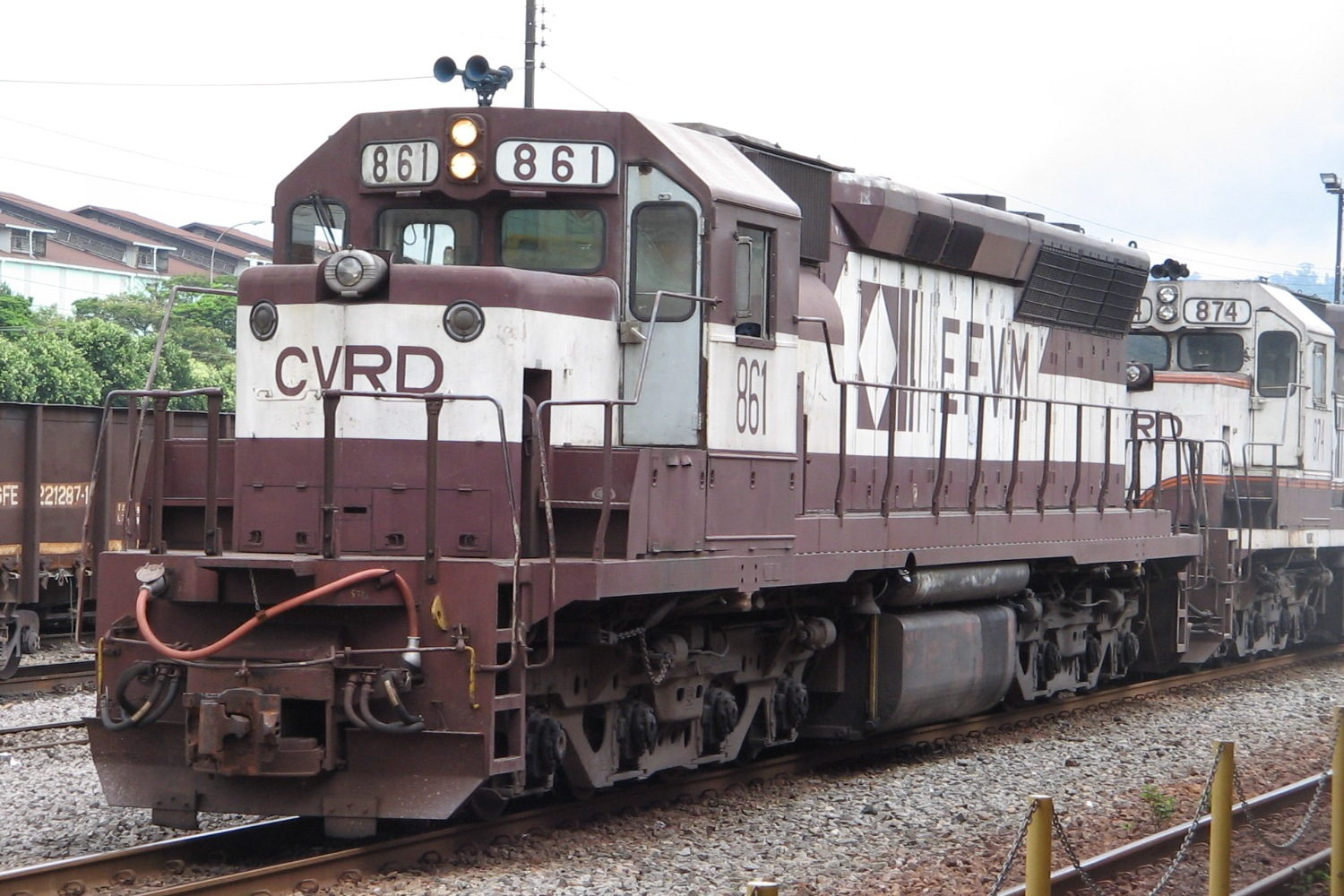
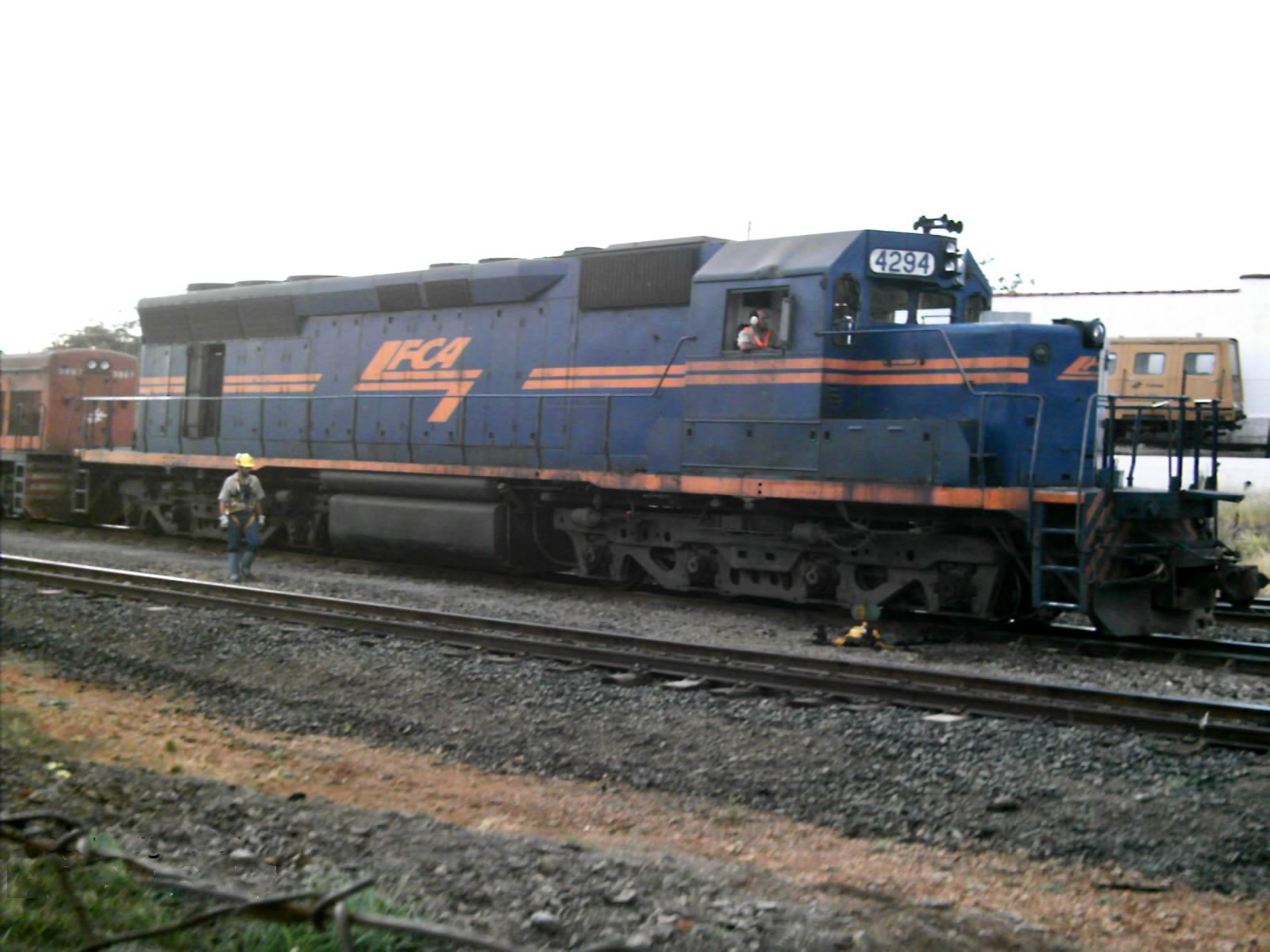